# (10269) Туси
(10269) Туси (лат. Tusi) — типичный астероид главного пояса, открыт 24 сентября 1979 года советским астрономом Николаем Черных в Крымской астрофизической обсерватории и 9 марта 2001 года назван в честь персидского учёного Насира ад-Дина Туси.

## Обнаружение и именование
(10269) Туси
Открыт 24 сентября 1979 года в Крымской астрофизической обсерватории Н. С. Черных.
Насир ад-Дин ат-Туси Абу Джафар Мухаммед ибн Мухаммед (1201—1274) был выдающимся азербайджанским астрономом, математиком и философом. Он основал обсерваторию Марага, в то время крупнейшую в мире.
Оригинальный текст (англ.)10269 Tusi
Discovered 1979 Sept. 24 by N. S. Chernykh at the Crimean Astrophysical Observatory.
Nasir ad-Din at-Tusi Abu Djafar Mukhammed ibn Mukhammed (1201—1274) was an outstanding Azerbaijanian astronomer, mathematician and philosopher. He founded the Maraga Observatory, then the largest in the world.
Источники: 20010309/MPCPages.arc; M.P.C. 42360.

## Орбита

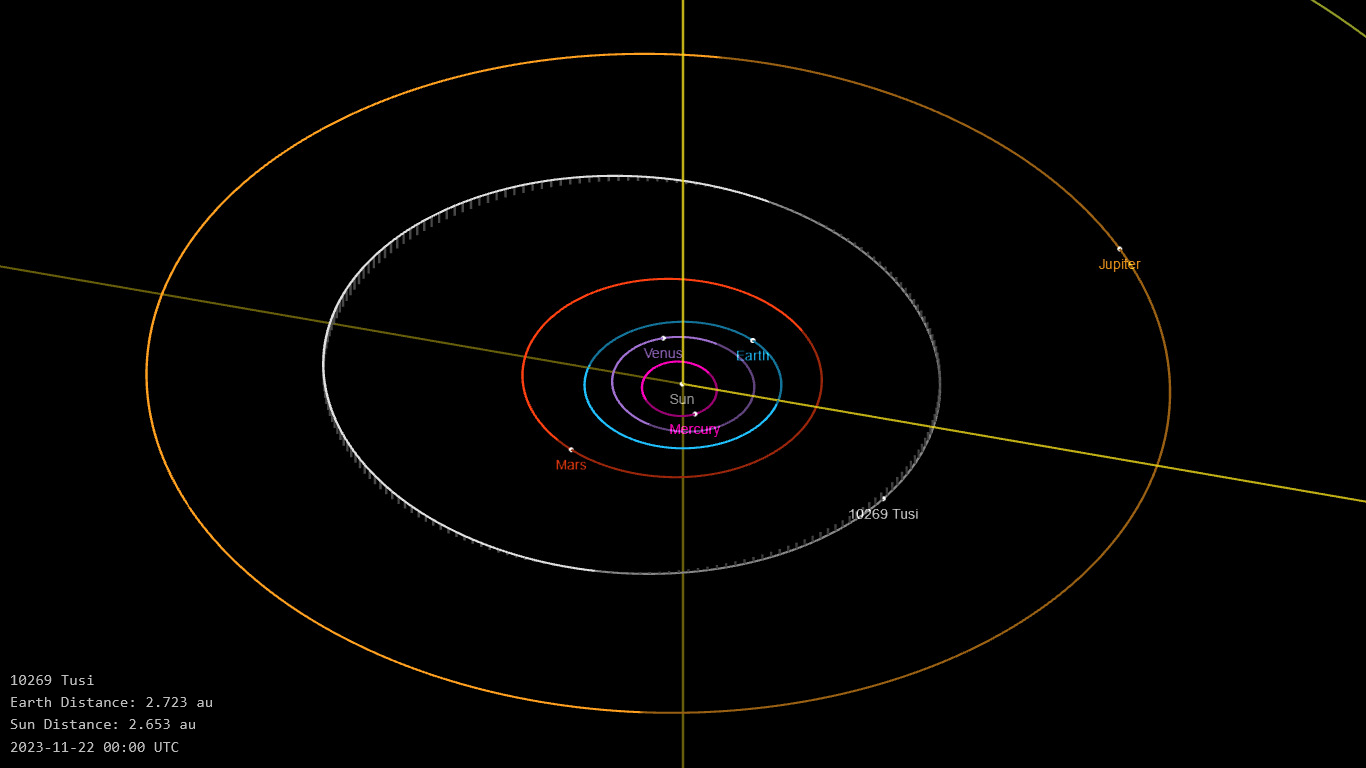
Орбита астероида Туси и его положение в Солнечной системе

## Физические характеристики
Из наблюдений телескопа VISTA следует, что астероид относится к таксономическому классу C.
По результатам наблюдений в видимом и ближнем инфракрасном диапазоне космического телескопа NEOWISE и наблюдений в инфракрасном диапазоне спутника Akari диаметр астероида оценивался равным 15,674±0,248 км и 15,38±1,04 км. Согласно тем же источникам альбедо оценивается как 0,0598±0,0039, 0,063±0,009 и 0,060±0,004.